# Noe-Uchindai (métro d'Osaka)
Noe-Uchindai (野江内代駅, Noe-Uchindai-eki) est une station du métro d'Osaka sur la ligne Tanimachi, située dans l'arrondissement de Miyakojima à Osaka.

## Situation sur le réseau
La station Noe-Uchindai est située au point kilométrique (PK) 5,9 de la ligne Tanimachi.

## Histoire
La station a été inaugurée le 6 avril 1977.

## Services aux voyageurs

### Accès et accueil
La station est ouverte tous les jours.

### Desserte
- Ligne Tanimachi :
  - voie 1 : direction Yaominami
  - voie 2 : direction Dainichi